# Richard Süßmuth
 Richard Süßmuth (* 23. Dezember 1900 in Ruhland, Provinz Schlesien; † 12. März 1974 in Immenhausen, Hessen) war ein deutscher Glaskünstler und ab 1946 Glashütten-Unternehmer in Immenhausen. Schon in jungen Jahren war er international dafür bekannt, auf verschiedenen Gebieten der Glaskunst, insbesondere des Schliffs und der Formgestaltung, neue Wege beschritten zu haben.

## Leben und Werk
Richard Süßmuth wuchs im niederschlesischen Penzig (polnisch Piensk) auf. Seinem in der Glasherstellung arbeitenden Vater folgend erlernte er in der Pienziger „Adlerhütte“ den Beruf eines Glasschleifers. Danach arbeitete in verschiedenen Glas veredelnden Betrieben. Er studierte von 1922 an der Staatlichen Akademie für Kunstgewerbe in Dresden Glasgestaltung. 1924 eröffnete er eine eigene Glaskunstwerkstatt in Penzig, Landkreis Görlitz in Schlesien. 1927 stellte er sein Kunsthandwerk auf der Messe „Europäisches Kunstgewerbe“ in Leipzig und auf der Internationalen Messe in Monza aus. Seit 1928 fertigte er Entwürfe für Pressgläser. Bei diesen Reliefgläsern tritt die Ornamentik aus der Fläche hervor. Seine Gläser wurden 1928 auf der Ausstellung „Glas und Metall“ in Berlin ausgestellt; 1931 und 1934 auf Ausstellungen in Mailand. In den Jahren 1929/30 waren seine Waren Teil einer Wanderausstellung europäischen Glases durch neun Großstädte der USA. Im Jahr 1933 fertigte er für das Boberhaus in Löwenberg in Schlesien (Lwówek Slaski) das Ernst-Wurche-Fenster in seiner Werkstatt. Beschreibung des Kunstwerkes: Kruzifix; Strahlen der aufgehenden Sonne und Sonnenblumen als Symbole der Schlesischen Wandervogelbewegung; Schriftzug: „Zum Gedächtnis von Ernst Wurche Kriegsfreiwilliger im 3. Niederschl. Inf. Reg. Leutnant d. R. 3. unterelsässischen Inf. Reg 138 gefallen am 23.8.1915 bei Posiminicze“
Nach dem Zweiten Weltkrieg wurde er aus dem jetzt in Polen liegenden Penzig vertrieben und verlor seinen Betrieb. Er eröffnete im Jahr 1946 erneut einen eigenen Betrieb, indem er die 1945 kriegszerstörte Glashütte in Immenhausen wieder aufbaute.
Süßmuth war auf zahlreichen Ausstellungen im In- und Ausland vertreten. Einige Arbeiten von ihm (Schalen, Vasen, Kelche und Becher aus Glas) wurden 1964 auf der documenta III in Kassel in der Abteilung Industrial Design gezeigt.
Süßmuths Arbeiten und Design wurden mit zahlreichen Preisen ausgezeichnet. Er erhielt unter anderem Goldmedaillen der Internationalen Kunsthandwerksausstellung in Madrid im Jahr 1953 und für seinen bekanntesten Schliff, den Strahlenschliff eine Goldmedaille auf der Triennale in Mailand im Jahr 1954. Er wurde ebenfalls mit Goldmedaillen auf der Weltausstellung 1958 in Brüssel und auf der Internationalen Handwerksmesse in München im selben Jahr ausgezeichnet. 1953 verlieh ihm der Bundespräsident das Verdienstkreuz (Steckkreuz) und 1966 das Große Verdienstkreuz des Verdienstordens der Bundesrepublik Deutschland.
Auch aufgrund des Druckes der weiteren Industrialisierung der Glasproduktion übergab er 1970 seine Manufaktur der Selbstverwaltung durch die Belegschaft.
Die Glashütte in Immenhausen stellte im Jahr 1996 ihre Produktion ein. Im Glasmuseum Immenhausen sind Süßmuths Arbeiten in der ständigen Sammlung zu besichtigen.

## Werke (Auswahl)

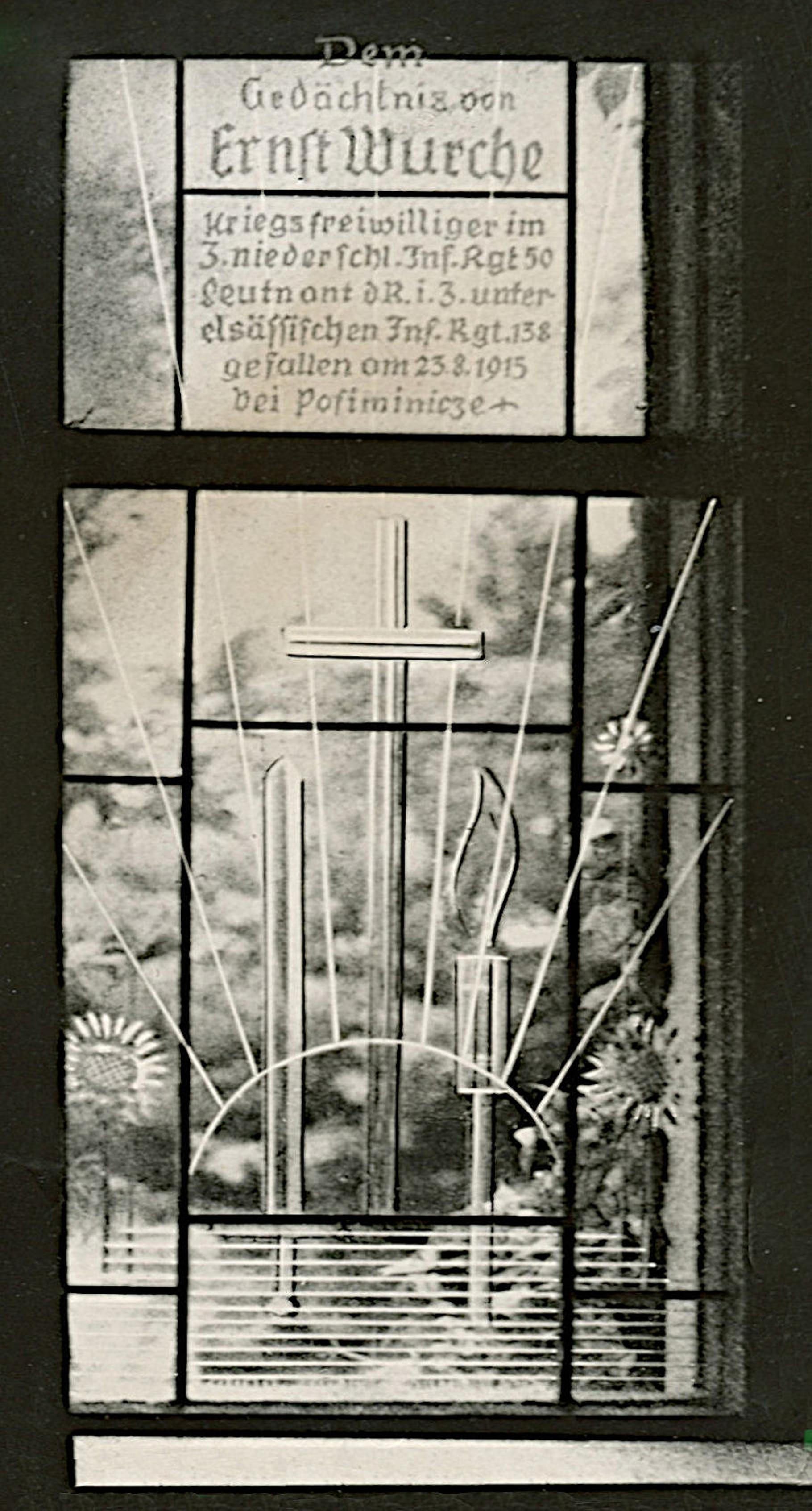
Boberhaus. Ernst Wurche Fenster

- 1932: sechs Fenster in der katholischen St.-Lorenz-Kapelle in Freiwaldau, Niederschlesien
- 1933: Ernst Wurche Fenster für das Boberhaus in Löwenberg in Schlesien
- 1935: Entwurf und Anfertigung eines Glasfensters für die Westseite der Dekanatskirche Mariä Himmelfahrt in Glatz[4]
- 1948: zehn Fenster (acht erhalten) der ev. Kirche zu Kirchbauna
- 1948: zwei Fenster der ev. Kirche zu Lischeid
- um 1950: drei Fenster der katholischen Not-Kirche am Koppenberg in Wolfhagen, heute in einem Privathaus
- 1952: zehn Fenster in der katholischen Kirche St. Clemens Maria in Immenhausen
- um 1955: alle Fenster der katholischen Kirche Hl. Geist in Grebenstein
- um 1955: zwölf Fenster der evangelischen Kirche in Heckershausen
- um 1955: Fenster nach Entwurf von Helga Rudolph in der evangelischen Friedenskirche in Kassel
- 1956: elf Fenster in der katholischen Kirche St. Hedwig in Heepen (Bielefeld)[5]
- um 1956: 18 Fenster der katholischen Kirche zu Besse
- 1957: neun Fenster in der katholischen Herz-Jesu-Kirche in Oberaula (Hessen)
- 1958: Fenster in der evangelisch-lutherischen Martin-Luther-Kirche in Blomberg[6]
- 1958: Fenster in der katholischen St.-Joseph-Kirche in Polle
- um 1960: mehrere Fenster der katholischen Kirche in Elgershausen
- um 1960: Ausführung von mehreren Fenstern nach Entwurf von Agnes Mann in der katholischen Filialkirche in Neukirchen (Gemeinde Haunetal)
- 1963/64: alle Fenster der katholischen Kirche St. Johannes Nepomuk in Bökendorf (Gemeinde Brakel)[7]
- um 1965: fünf Fenster im Klinikum Lemgo[8]
- 1965: Fenster Der Engel am leeren Grab nach der Auferstehung, nach Entwurf von Gustav Wittig, in der ev. Kirche zu Simmershausen
- 1966: Ausführung von Fenstern nach Entwurf von Else Bircks in der Hauskapelle der Elisabethklinik in Fulda
- um 1968: Fenster „Schlesisches Wappen“ in Glasklebetechnik im Kreishaus von Heidkamp (Bergisch Gladbach)[9]

## Ehrungen
- Die Staatsstraße 157 in Weißwasser/O.L. trägt den Namen Süßmuthlinie.